# Harburg S-Bahn
| Straight track |

| Unknown BSicon "ABZg+r" |

| Unknown BSicon "SBHF" |

| Straight track |

| Unknown BSicon "ABZgl" |

| Unknown BSicon "SHST" |

| Unknown BSicon "KRZo" |

| Unknown BSicon "SHST" |

| Unknown BSicon "hKRZWae" |

| Unknown BSicon "SHST" |

| Unknown BSicon "SHST" |

| Unknown BSicon "hKRZWae" |

| Unknown BSicon "tSTRa" |

| Unknown BSicon "tTS+BHF" |

| Unknown BSicon "tSBHF" |

| Unknown BSicon "tSHST" |

| Unknown BSicon "tSTRe" |

| Unknown BSicon "SHST" |

| Unknown BSicon "SBHF" |

| Unknown BSicon "ABZg+r" |

| Straight track |

| Straight track |

| Unknown BSicon "ABZg+r" |

| Unknown BSicon "SBHF" |

| Straight track |

| Unknown BSicon "ABZgl" |

| Unknown BSicon "SHST" |

| Unknown BSicon "KRZo" |

| Unknown BSicon "SHST" |

| Unknown BSicon "hKRZWae" |

| Unknown BSicon "SHST" |

| Unknown BSicon "SHST" |

| Unknown BSicon "hKRZWae" |

| Unknown BSicon "tSTRa" |

| Unknown BSicon "tTS+BHF" |

| Unknown BSicon "tSBHF" |

| Unknown BSicon "tSHST" |

| Unknown BSicon "tSTRe" |

| Unknown BSicon "SHST" |

| Unknown BSicon "SBHF" |

| Unknown BSicon "ABZg+r" |

| Straight track |

Harburg S-Bahn är en pendeltågssträcka (S-Bahn) som går från centrala Hamburg till stadsdelen Harburg och som trafikeras av Hamburgs S-Bahn. Linjen går från Hamburg Hauptbahnhof och vidare med broar över Norderelbe till en tunnel under bland annat Harburg station. Harburgtunneln är en 4249 meter lång pendeltågstunnel under stadsdelen Harburg med de underjordiska stationerna Harburg, Harburg Rathaus och Heimfeld. S-Bahnlinjerna S3 och S5 som ägs av Hamburger Verkehrsverbund går genom tunneln. Tre S-Bahnstationer finns i tunneln.

## Stationer

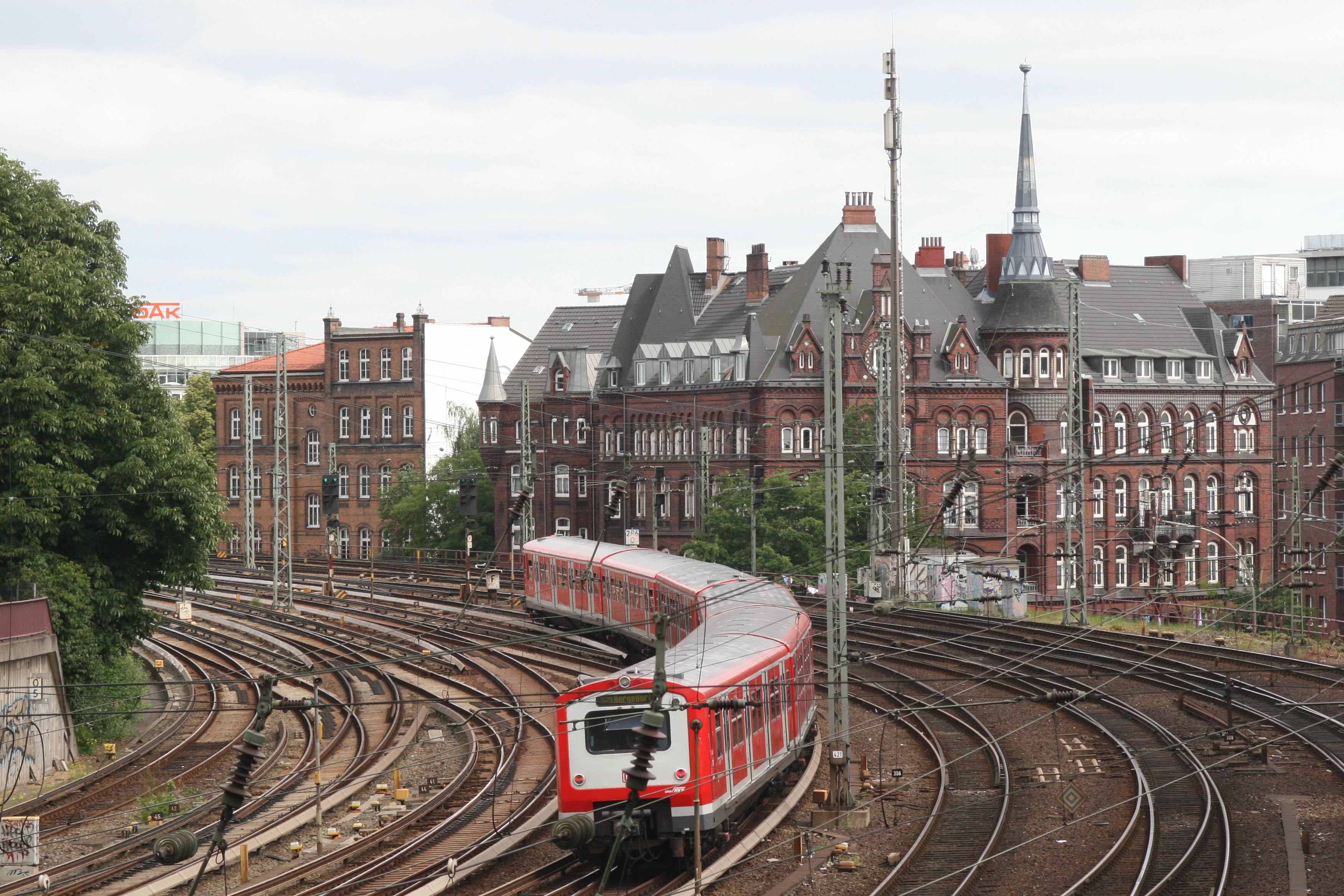
S-Bahn vid Hammerbrook
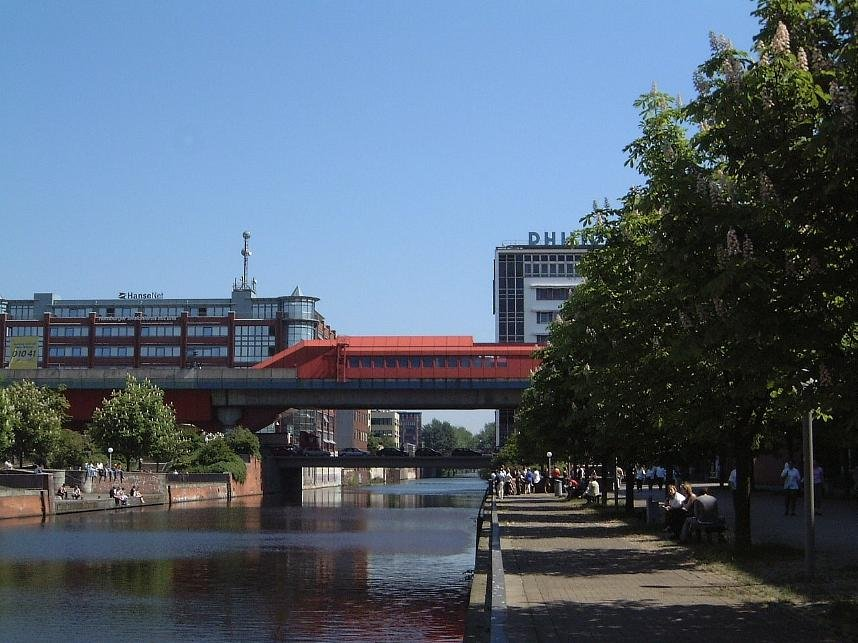
Hammerbrook
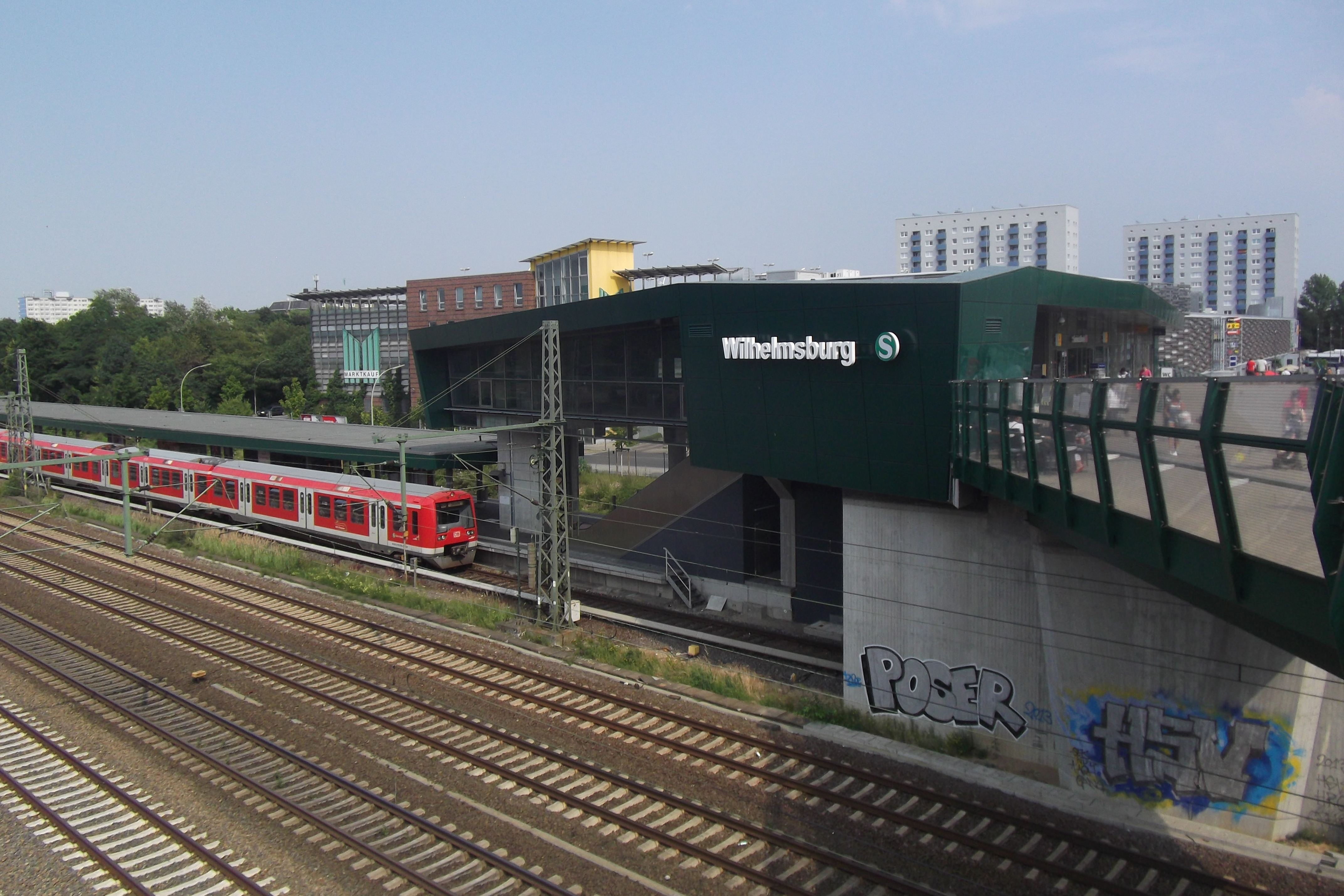
Wilhelmsburg
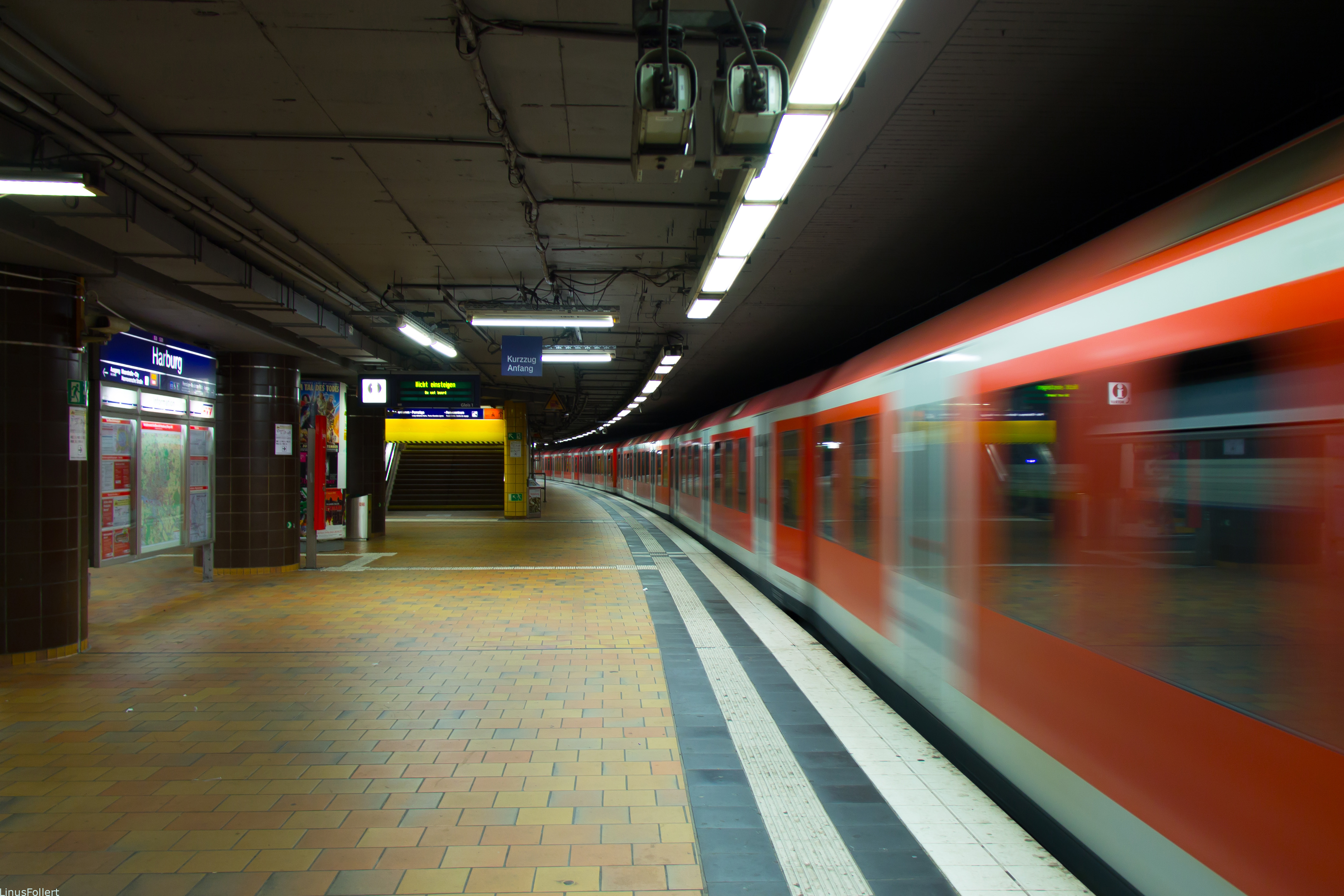
Harburg
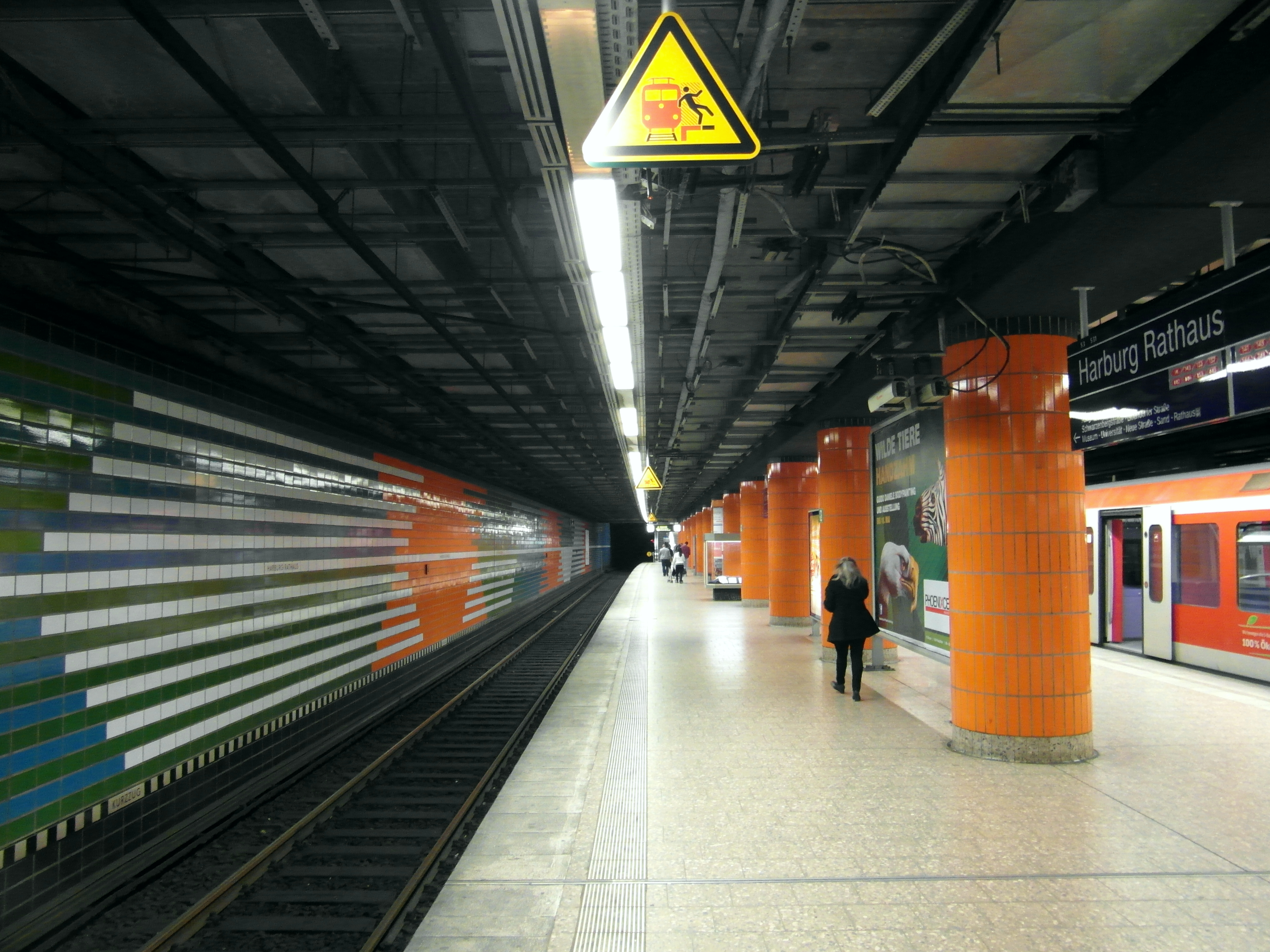
Harburg Rathaus
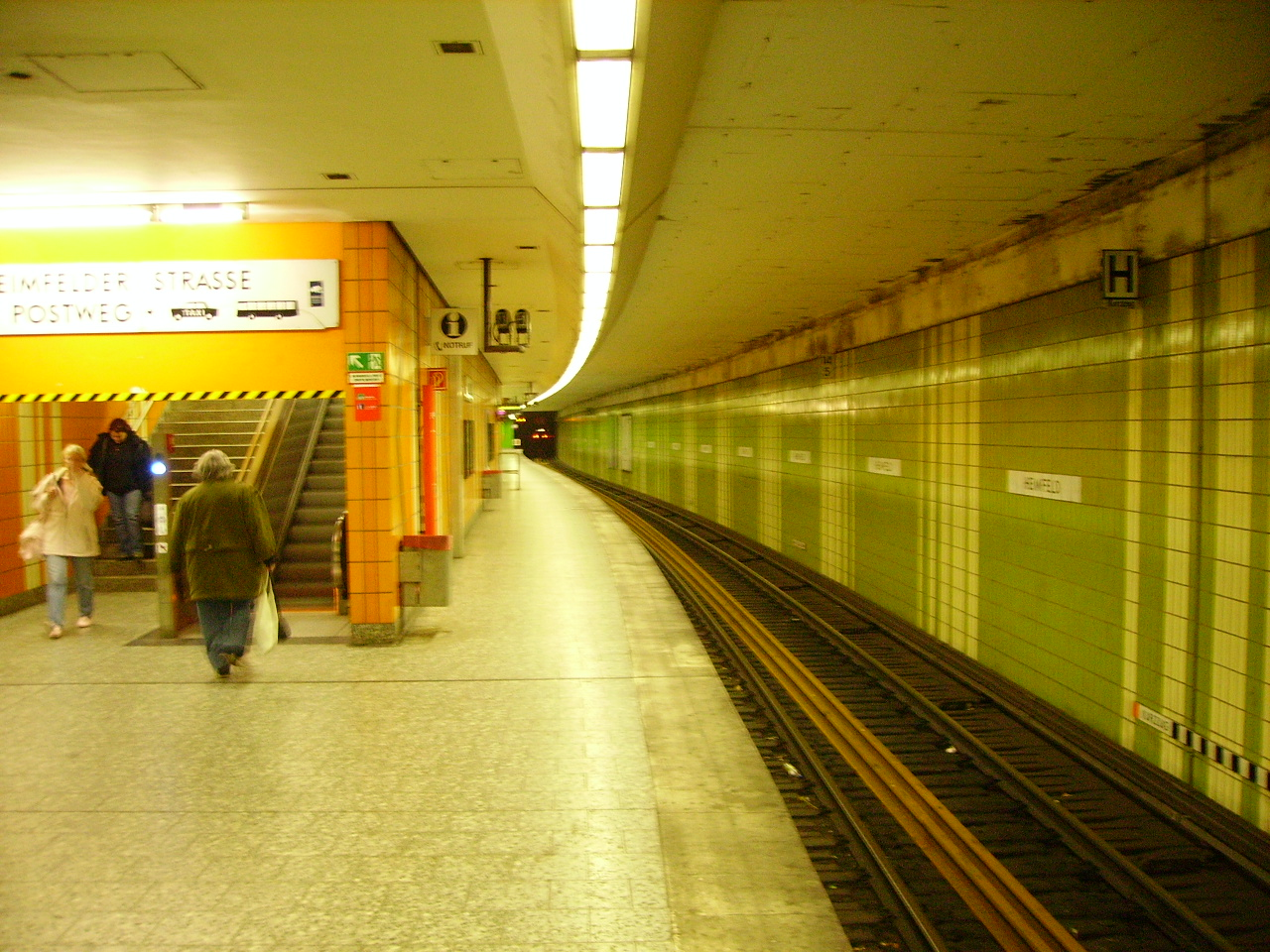
Heimfeld